# Phyllachora zanthoxyli
Phyllachora zanthoxyli är en svampart som först beskrevs av Joseph-Henri Léveillé, och fick sitt nu gällande namn av Mordecai Cubitt Cooke 1885. Phyllachora zanthoxyli ingår i släktet Phyllachora och familjen Phyllachoraceae.   Inga underarter finns listade i Catalogue of Life.